# El país de las últimas cosas (álbum)
El país de las últimas cosas es el segundo trabajo discográfico del cantante ecuatoriano Narváez. Este es el trabajo en que confirma su regreso al mundo musical después de 4 años de ausencia y sin grabar un álbum.

## Descripción
Fue lanzado al mercado 27 de enero en Ecuador en versión física, y el viernes 10 de noviembre del 2017 en todo el mundo en versión digital a través de iTunes, Deezer y Spotify; bajo el sello español ACE Music. Este trabajo fue producido por Esteban Portugal, siendo lanzado con un novedoso sistema de distribución de música. Narváez al inicio no sacó un formato CD estándar al mercado, sino que se vendió una postal en cuyo anverso se ve la foto del artista cruzando el puente del Juncal, y en su reverso estaba la información del disco, el tracklist y un código de descarga, de modo que en realidad se trata de un disco digital descargable a través de una tarjeta postal. Previo al lanzamiento de la postal, se lanzó en la red una miniserie documental llamado El País de las Últimas Cosas, a través de la cual el artista explicaba el concepto de su música, a la que denomina "pop mestizo". Se lanzaron 2 versiones del álbum, una normal y la deluxe.

## Crítica
El país de las últimas cosas ha recibido diferentes comentarios de la crítica. En Labarraespaciadora.com, Diego Cazar opinó que "El trabajo de Narváez peca de honestidad, si lo comparamos con otros proyectos que apuntan a quebrar las listas de los éxitos más oídos. A ratos parecería que de la médula de las letras y del corazón de ciertas estructuras armónicas brotara un dejo nacionalista, patriotero, pero no es así. Ocurre que El país de las últimas cosas se parece más bien a una deuda del alma ya saldada y convertida en regalo.".
El productor colombiano Iván Benavidez dijo, respecto al álbum: "Hay una búsqueda, que se alimenta de la tradición y de la modernidad. Mi preferida:"Deudas Mal Pagadas»... hay  ideas, hay talento... En algunos casos parece que hubiera intenciones comerciales, en otros algunos rasgos de lo alternativo...".
Damián de la Torre, en Diario La Hora (Ecuador) dijo: "un proyecto que parece un abanico que ventila el oído con una serie de ritmos como la tonada, el pasillo, el vals criollo, la bomba, el vallenato, el andarele esmeraldeño, entre otros... la propuesta de Narváez puede cambiar la guitarra de palo por una eléctrica, y crea la atmósfera para que convivan los tambores tradicionales o los requintos con una batería y un bajo eléctrico."  Archivado el 13 de enero de 2017 en Wayback Machine.

## Lista de canciones
- Edición Postal

| El País de las Últimas Cosas |                                                        |                                                      |          |  |
| N.º                          | Título                                                 | Escritor(es)                                         | Duración |  |
| 1.                           | «Canción que no enamora»                               | Javier López Narváez                                 | 3:40     |  |
| 2.                           | «Túnel» (con Paco Godoy)                               | Javier López Narváez y Esteban Portugal              | 4:13     |  |
| 3.                           | «Deudas Mal Pagadas»                                   | Javier López Narváez y Esteban Portugal              | 3:13     |  |
| 4.                           | «Tu Canción»                                           | Javier López Narváez                                 | 3:14     |  |
| 5.                           | «Cuánto Cuesta tu Amor»                                | Javier López Narváez, Abner Pérez y Esteban Portugal | 3:52     |  |
| 6.                           | «Curioso Malentendido» (con Taribo y Benjamín Vanegas) | Javier López Narváez                                 | 3:53     |  |
| 7.                           | «Cantarle al Ecuador» (con Taribo y Benjamín Vanegas)  | Javier López Narváez y Benjamín Vanegas              | 4:32     |  |

- Edición Deluxe

| El País de las Últimas Cosas |                                                                                             |                                                      |          |  |
| N.º                          | Título                                                                                      | Escritor(es)                                         | Duración |  |
| 1.                           | «Canción que no enamora»                                                                    | Javier López Narváez                                 | 3:40     |  |
| 2.                           | «Túnel» (con Paco Godoy)                                                                    | Javier López Narváez y Esteban Portugal              | 4:13     |  |
| 3.                           | «Deudas Mal Pagadas»                                                                        | Javier López Narváez y Esteban Portugal              | 3:13     |  |
| 4.                           | «Dos Regalos»                                                                               | Javier López Narváez                                 | 4:04     |  |
| 5.                           | «Tu Canción»                                                                                | Javier López Narváez                                 | 3:14     |  |
| 6.                           | «Cuánto Cuesta tu Amor»                                                                     | Javier López Narváez, Abner Pérez y Esteban Portugal | 3:52     |  |
| 7.                           | «Curioso Malentendido» (con Taribo y Benjamín Vanegas)                                      | Javier López Narváez                                 | 3:53     |  |
| 8.                           | «Regalo de Bodas»                                                                           | Javier López Narváez                                 | 4:47     |  |
| 9.                           | «Cantarle al Ecuador» (con Taribo y Benjamín Vanegas)                                       | Javier López Narváez y Benjamín Vanegas              | 4:32     |  |
| 10.                          | «Canción que no Enamora (Versión Tradicional)» (con Viviana González y Paco Godoy)          | Javier López Narváez                                 | 3:22     |  |
| 11.                          | «Volver a Verte (versión bolero electrónico»                                                | Javier López Narváez                                 | 3:45     |  |
| 12.                          | «Cantarle al Ecuador (Versión Tradicional)» (con Taribo y Benjamín Vanegas)                 | Javier López Narváez y Benjamín Vanegas              | 3:12     |  |
| 13.                          | «Semilla Nueva» (con Taribo y Benjamín Vanegas, Mateo Kingman, EVHA, La Toquilla, Bocapelo) | Javier López Narváez y Abner Pérez                   | 5:17     |  |